# Símbolo de grau
O símbolo de grau (°, Unicode: U+00B0, HTML: &deg;) é um simbolo tipográfico, ou glifo, que é utilizado para representar ângulo de arcos ou temperatura.

## Temperatura

### Graus Celsius e Fahrenheit
Em contraste com a representação de ângulo de arco, no caso de graus de temperatura, duas organizações de normatização científica e engenharia, a (BIPM e U.S. Government Printing Office), prescrevem o uso de indicação de temperatura com o valor numérico da mesma acompanhado de um espaço e o símbolo de grau, como em 10 °C. Entretanto, em muitos trabalhos científicos, incluindo aqueles publicados pela University of Chicago Press ou Oxford University Press, o valor da temperatura grau é impresso sem espaçamento entre o número e o símbolo, seja C ou F representando respectivamente Celsius ou Fahrenheit, como em 10°C.

#### Kelvin
O uso do símbolo de grau para se referir a temperaturas absolutas em kelvins (símbolo: K) foi abolido em 1967 pela 13.ª Conferência Geral de Pesos e Medidas (CGPM). Assim, o ponto de congelamento da água, por exemplo, é atualmente escrito como 273,15 K.